# Paul Hurst
Paul Hurst est un acteur américain né le 15 octobre 1888 à Traver (Californie), et mort le 27 février 1953 à Los Angeles.

## Filmographie partielle
- 1914 : The Prison Stain, de George Melford
- 1914 : The Invisible Power, de George Melford
- 1919-1920 : Lightning Bryce (serial)
- 1924 : Battling Bunyan
- 1926 : The High Hand, de Leo D. Maloney
- 1927 : La Vallée des géants (The Valley of the Giants) de Charles Brabin
- 1928 : Les Cosaques (The Cossacks) de George William Hill
- 1929 : La Naissance d'un empire (Tide of Empire) d'Allan Dwan
- 1929 : The Racketeer de Howard Higgin
- 1931 : The Public Defender de J. Walter Ruben
- 1931 : Tribunal secret (The Secret Six), de George W. Hill
- 1931 : Kick In de Richard Wallace
- 1931 : That's My Line de Roscoe Arbuckle (sous le pseudonyme de William B. Goodrich) : bandit mexicain
- 1932 : Le Treizième Invité (The Thirteenth Guest), d'Albert Ray
- 1932 : Hold 'Em Jail de Norman Taurog
- 1932 : Mon copain le roi de Kurt Neumann
- 1932 : Gangsters de Broadway (Panama Flo), de Ralph Murphy
- 1932 : L'Île du docteur Moreau (Island of Lost Souls), d'Erle C. Kenton
- 1933 : Dans tes bras (Hold Your Man), de Sam Wood
- 1935 : L'Ombre du doute (Shadow of Doubt) de George B. Seitz
- 1933 : Tugboat Annie de Mervyn LeRoy
- 1935 : Mississippi (Mississippi), de Wesley Ruggles et A. Edward Sutherland
- 1935 : Les Hommes traqués (Public Hero n°1), de J. Walter Ruben
- 1935 : Romance in Manhattan de Stephen Roberts
- 1936 : La Loi du plus fort (Riffraff), de J. Walter Ruben
- 1936 : Robin des Bois d'El Dorado (The Robin Hood of El Dorado), de William A. Wellman
- 1936 : Le Joyeux Bandit (The Gay Desperado), de Rouben Mamoulian
- 1936 : Dix ans de mariage (To Mary – with Love) de John Cromwell
- 1937 : Le Dernier Négrier (Slave Ship) de Tay Garnett
- 1937 : Jeux de dames (Wife, Doctor and Nurse) de Walter Lang
- 1937 : Angel's Holiday de James Tinling
- 1937 : J'ai deux maris (Second Honeymoon), de Walter Lang
- 1937 : Nuits d'Arabie (Ali Baba Goes to Town) de David Butler
- 1937 : Trouble in Morocco d'Ernest B. Schoedsack
- 1938 : La Folle Parade (Alexander's Ragtime Band), de Henry King
- 1938 : Fantômes en croisière (Topper Takes a Trip), de Norman Z. McLeod
- 1939 : À chaque aube je meurs (Each Dawn I Die), de William Keighley
- 1939 : Emporte mon cœur (Broadway Serenade) de Robert Z. Leonard
- 1939 : Remember?, de Norman Z. McLeod
- 1939 : Quick Millions de Malcolm St. Clair
- 1939 : Autant en emporte le vent (Gone with the Wind), de Victor Fleming
- 1940 : Le Cavalier du désert (The Westerner), de William Wyler
- 1940 : Torrid Zone de William Keighley
- 1941 : L'Engagé volontaire (Caught in the Draft), de David Butler
- 1941 : Tall, Dark and Handsome de H. Bruce Humberstone
- 1941 : Révolte au large (This Woman is Mine) de Frank Lloyd
- 1941 : Virginia d'Edward H. Griffith
- 1942 : Sundown Jim de James Tinling
- 1943 : L'Étrange Incident (The Ox-Bow Incident), de William A. Wellman
- 1943 : L'Île aux plaisirs (Coney Island), de Walter Lang
- 1945 : La Femme du pionnier (Dakota) de Joseph Kane
- 1945 : Penthouse Rhythm d'Edward F. Cline
- 1946 : Meurtre au music-hall (Murder in the Music Hall), de John English
- 1947 : L'Ange et le Mauvais Garçon (Angel and the Badman), de James Edward Grant
- 1952 : Big Jim McLain d'Edward Ludwig
- 1952 : Le Shérif de Tombstone (Toughest Man in Arizona) de R. G. Springsteen
- 1953 : Le soleil brille pour tout le monde (The Sun Shines Bright), de John Ford